# Salbeiwühlmaus
Die Salbeiwühlmaus (Lemmiscus curtatus) ist eine kleine Wühlmaus des westlichen Nordamerikas und zählt zu den häufigsten Säugetieren der Prärie. In der Gestalt ähnelt sie durch den plumpen Körper, die kurzen Beine und Ohren und den Stummelschwanz einem Lemming. Ihr nächster Verwandter ist der eurasische Steppenlemming (Lagurus lagurus), der aber genauso wenig ein echter Lemming ist wie die Salbeiwühlmaus.
Die Kopfrumpflänge beträgt 9 bis 13 Zentimeter, hinzu kommt ein nur 2 bis 3 Zentimeter langer Schwanz. Das Fell ist oberseits aschgrau und unterseits silbrigweiß gefärbt. Vom Steppenlemming ist diese Art durch einen etwas längeren Schwanz, etwas größere Ohren, das Fehlen eines Aalstrichs und bestimmte Merkmale des Gebisses unterschieden.
In der Prärie findet man die Baue der Salbeiwühlmäuse meistens dicht beieinander. Obwohl sie in großen Gruppen zusammen leben, konnte man aber keine Anzeichen einer irgendwie gearteten sozialen Organisation feststellen. Jeder Bau hat acht bis dreißig Eingänge, von denen zahlreiche Tunnel zu einer zentralen Nestkammer führen, die etwa 25 Zentimeter Durchmesser hat und in bis zu 45 Zentimetern Tiefe liegt. Sie wird mit Blättern und Gräsern ausgepolstert. Die Baue werden meistens selbst angelegt, oft werden aber auch verlassene Baue von Taschenratten dem System angegliedert.
Die Hauptaktivität der Salbeiwühlmäuse fällt in die Dämmerungsstunden, man kann sie aber zu jeder Tages- und Nachtzeit aktiv antreffen. Die Nahrung sind grüne Pflanzenteile.
Da Salbeiwühlmäuse die Nähe des Menschen meiden, sind sie nicht als Schädlinge bekannt geworden. Durch die Ausbreitung der Landwirtschaft wurde auch der Lebensraum dieser Tiere kleiner. In der Prärie gehören sie zu den bevorzugten Beutetieren zahlreicher Kleintierjäger, zum Beispiel für Eulen, Greifvögel, Schlangen, Kojoten, Rotluchse und Silberdachse.